# Hesychotypa lirissa
Hesychotypa lirissa är en skalbaggsart som beskrevs av Dillon 1945. Hesychotypa lirissa ingår i släktet Hesychotypa och familjen långhorningar. Inga underarter finns listade i Catalogue of Life.